# Safia Mohammed
Safia Mohammed (Mombasa, 26 luglio 1962) è un'ex cestista keniota.

## Carriera
Con il Kenya ha disputato i Campionati mondiali del 1994.